# Horst Weiß (Fußballspieler)
Horst Weiß (* 6. März 1917; † 1967) war ein deutscher Fußballspieler. Mit der SG Planitz wurde er 1948 Fußballmeister der Ostzone.

## Sportliche Laufbahn
Weiß ging aus dem Zwickauer SC hervor und war ab Oktober 1941 etwa ein Jahr lang als Kriegsgastspieler bei Hertha BSC mit fünf Einsätzen in der Gauliga Berlin-Brandenburg aktiv. Im folgenden Jahr gastierte er bei Hannover 96 und 1944 bei Eintracht Braunschweig, für die er auch in der DM-Endrunde zum Einsatz kam. Als sich im Jahr 1946 der Fußballspielbetrieb in der Sowjetischen Besatzungszone wieder belebte, trat im Bezirk Westsachsen die neu gegründete Sportgemeinschaft (SG) Planitz an. Noch ohne den 29-jährigen Horst Weiß, der zunächst in den SGen Zwickau-Nord und danach Zwickau-Mitte spielte, wurde sie in ihrer ersten Wettkampfsaison Meister der Staffel Zwickau.
Weiß, der einen erneuten kurzen Abstecher zu Hannover 96 hinter sich hatte, schloss sich derweil dem VfL Neckarau an, mit dem er bis Ende 1947 in der Fußball-Oberliga Süd spielte. Anfang 1948 kehrte er nach Planitz zurück und gewann mit der SG Planitz die Meisterschaft in Westsachsen. Die Sportgemeinschaft qualifizierte sich für die Fußball-Ostzonenmeisterschaft 1948 und gewann den Titel. In allen drei Spielen des Turniers war Weiß als Torschütze erfolgreich, im Finale gegen die SG Freiimfelde Halle, in der er als Mittelstürmer aufgeboten war, erzielte er den 1:0-Siegtreffer. Mit insgesamt vier Treffern war er zusammen mit dem Meeraner Wolfram Starke bester Torschütze der Meisterschaft. Weiß gehörte auch in der Saison 1948/49 zum Aufgebot der SG Planitz, die diesmal aber nur Vierter der sächsischen Meisterschaft wurde. Dreimal wirkte er in jener Saison in der Sachsenauswahl mit. Zur Saison 1949/50 wechselte Horst Weiß zur Betriebssportgemeinschaft (BSG) Gera-Süd in die neue DS-Oberliga (später DDR-Oberliga). Er wurde in 15 der 26 ausgetragenen Punktspiele eingesetzt und erzielte zwei Tore.
Im Sommer 1950 ließ sich Weiß in West-Berlin nieder. Bis Ende des Jahres war er beim Berliner Meister Tennis Borussia Berlin in der Vertragsliga Berlin unter Vertrag, wurde dort aber nur in der Reserve eingesetzt. Da es Unstimmigkeiten über die Vertragserfüllung durch TeBe gab, erteilte der VBB dem Stürmer während der laufenden Saison die Freigabe für Wacker 04 Berlin. Von 1951 bis zum Ende der Saison 1953/54 spielte er dort in der Vertragsliga. Er beendete anschließend seine Laufbahn als Fußballspieler und wurde Trainer bei Südstern 08. 1961 kehrte er, nunmehr als Trainer, für zwei Jahre zu Wacker 04 zurück. In der Saison 1962/63 war er als Trainer der Vertragsligamannschaft von Viktoria 89 in Berlin tätig. Unter ihm konnte sich der Verein nicht für die neue Berliner Regionalliga qualifizieren und landete in der drittklassigen Fußball-Amateurliga Berlin. Horst Weiß tauchte danach noch einmal im höherklassigen Fußball auf, als er den VfB Hermsdorf trainierte.